# Den djävulska fällan
Den djävulska fällan (franska: Les Félins) är en fransk thrillerfilm från 1964 i regi av René Clément.
Filmen är baserad på Day Keenes roman Joy House.

## Rollista i urval
- Alain Delon - Marc
- Jane Fonda - Melinda
- Lola Albright - Barbara
- Sorrell Booke - Harry
- André Oumansky - Vincent
- Arthur Howard - fader Nielson
- George Gaynes - Mac Kee
- Marc Mazza - korsikanen
- Jacques Bezard - Napoleon
- Del Negro - Mick